# Stephen G. Bowen
Stephen G. Bowen, född 13 februari 1964 i Cohasset, Massachusetts, är en amerikansk astronaut uttagen i astronautgrupp 18 den 27 juli 2000.

## Rymdfärder
- Endeavour – STS-126
- Atlantis – STS-132
- Discovery – STS-133